# 小杉史哉
小杉 史哉（こすぎ ふみや、1990年2月8日 - ）は、日本の元男性声優。富山県出身、青二プロダクションに所属していた。

## 略歴
富山県立高岡工芸高等学校卒業。
アミューズメントメディア総合学院卒業後に青二プロダクション所属。
2015年末を以って青二プロダクションを退所。声優業としては担当している番組のみで活動するという旨を公表。

## 人物
趣味には食べ歩きとスポーツ観戦、特技には柔道と物真似をそれぞれ挙げている。
声優になろうと思ったきっかけは、視聴していた『ドラゴンボールZ』で演技に圧倒され、「声優さんってすごいな。僕もやってみたい。」と思ったことから。

## 出演

### テレビアニメ
2012年
- 探検ドリランド（男性）

2013年
- 聖闘士星矢Ω（衛兵、パラサイト兵、鋼鉄聖闘士、鋼鉄聖闘士隊長）
- 探検ドリランド -1000年の真宝-（デビルマシン）

2014年
- 暴れん坊力士!!松太郎（川上、付き人、店員、川崎）
- ドラゴンボール改（2014年 - 2015年、観客、警官、市民、鬼）
- マンガ家さんとアシスタントさんと THE ANIMATION（係員）
- ちびまる子ちゃん（2014年 - 2015年、男の子、おじさん2）
- ワールドトリガー（2014年 - 2015年、生徒、不良、市民、兵士、将官 他）
- ディスク・ウォーズ:アベンジャーズ（シールド隊員）
- 四月は君の嘘（観客）

2015年
- 英国一家、日本を食べる（審査員、多林山）
- ドラゴンボール超（紫竜）
- 影鰐-KAGEWANI-（サトシ、隊員、ケンタ）
- ONE PIECE（民衆）

### 劇場アニメ
- ドラゴンボールZ 復活の「F」（2015年）
- シンドバッド 空とぶ姫と秘密の島（2015年）（ランプの精、野次馬A）

### OVA
- ヴァンキッシュド・クイーンズ「聖邪蹂躙」（2013年、神罰巨人エロシム）

### Webアニメ
- 聖闘士星矢 黄金魂 -soul of gold-（2015年、村人、アスガルド兵、部下、バーテン、町民）

### ゲーム
- マブラヴ オルタネイティヴ トータル・イクリプス（2013年）

### ドラマCD
- 天使×悪魔 2ndシーズン ドラマCD3（2013年、不良）

### 吹き替え
- 白鯨 MOBY DICK（英語版）（受付男 他）

### テレビ番組
- コンちゃんテンちゃん（総合メディア開発コンテンツ警備隊・シミズ隊員[6]）

### その他コンテンツ
- こぶしファクトリーミュージックビデオ『ドスコイ!ケンキョにダイタン』（2015年、力士役[7]）